# Takeo Takahashi
Takeo Takahashi (Tòquio, Japó, 31 de maig de 1947) és un futbolista japonès retirat que va disputar 14 partits amb la selecció japonesa.